# 區域熔煉

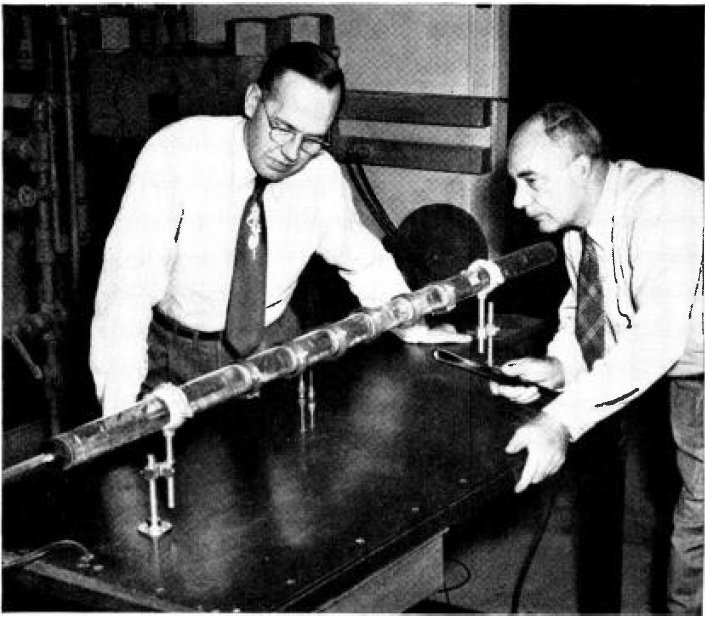
普凡（圖左）早期示眾的區域熔煉管。從圖中已有多環加熱器而非單環判斷，普凡已發展相關理論一段時間。1953年攝於貝爾實驗室

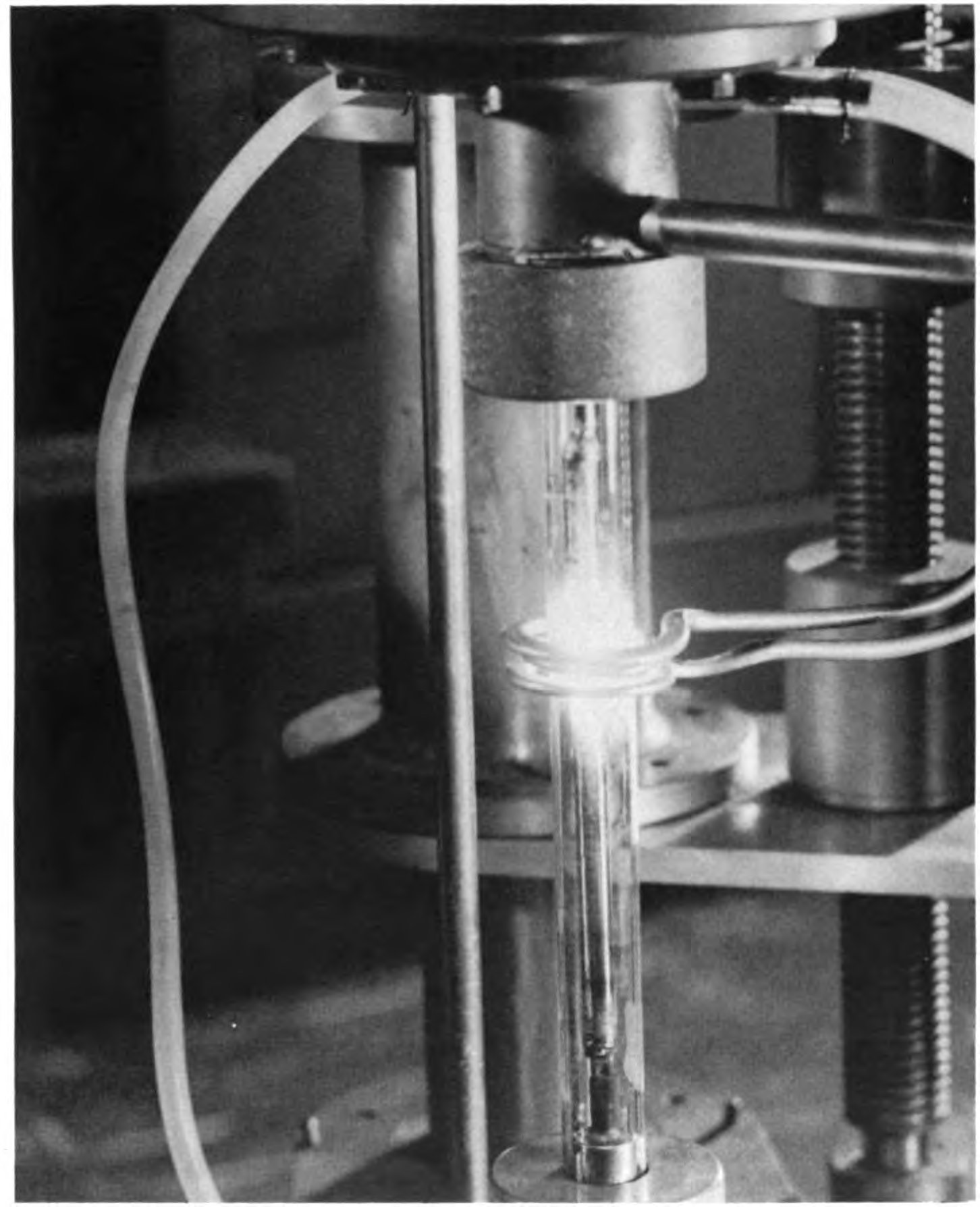
垂直式的區域熔煉裝置，圖中的高頻交流電感應加熱線圈正緩緩由上而下往金屬棒的另一端移動，把管中的一小段金屬熔成炙熱的熔融液。比起上圖普凡的水平式裝置，垂直式的區域熔煉裝置節省了一些實驗室空間。攝於1961年

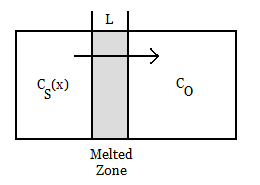
水平區域熔煉法概念圖，熔融區只要表面張力控制好就不用怕它因重力掉下來損傷儀器

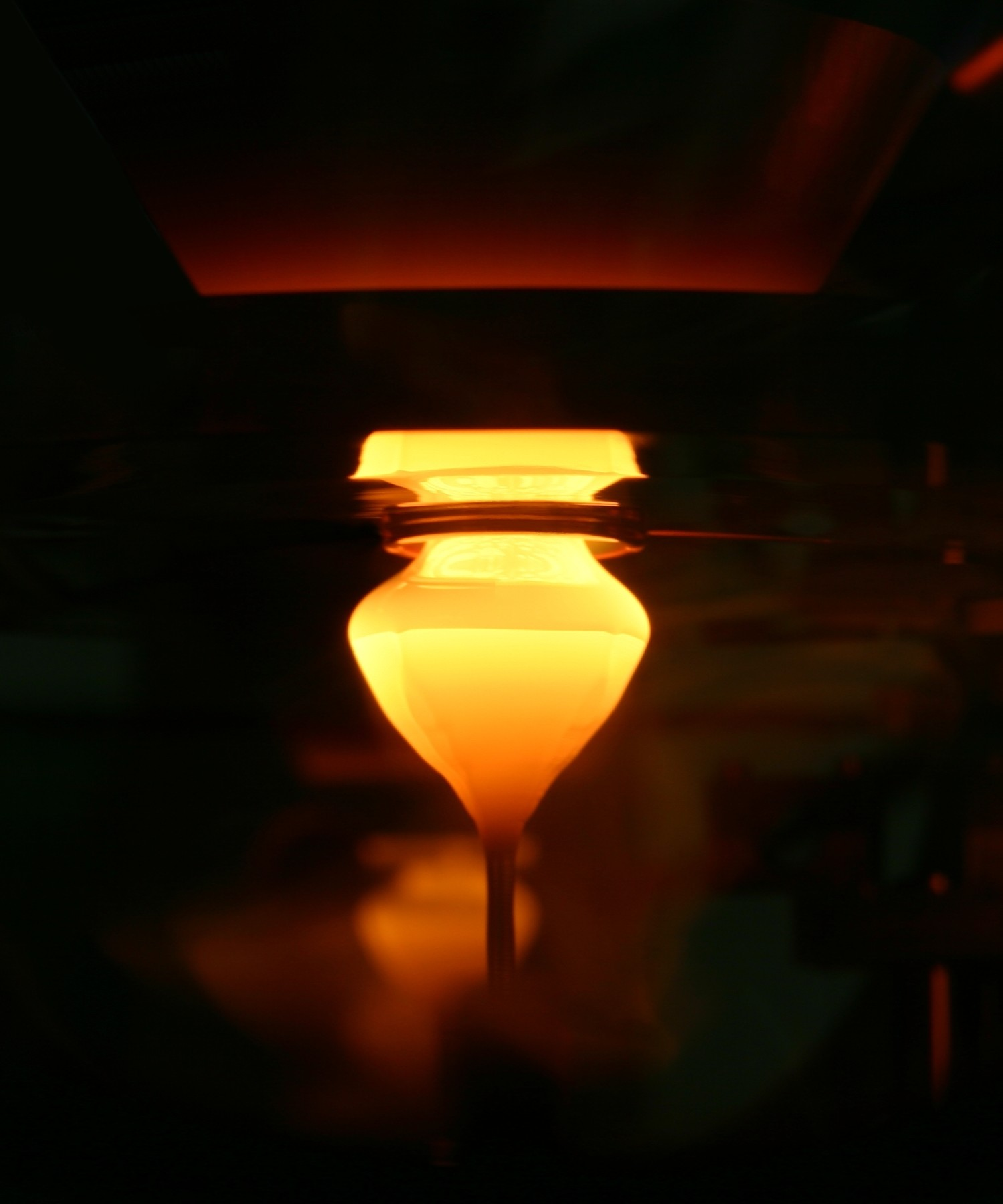
剛開始成長的矽晶

区域熔炼（簡稱区熔，或譯帶域熔化）——又稱區精煉（zone refining）或浮動區、浮區法、浮帶製程、FZ法（floating zone process）——是一類纯化晶體（如金属和半导体）的方法。晶體上一個狹窄的區域熔融，此熔化區是沿晶體移動（在實踐中，晶體被拉動穿過加熱器）。熔化區將不純固體在固體前邊緣熔化并將更純的物質凝固在後邊留下。重覆上述過程最終將雜質集中於晶柱的一端，其餘大部分的晶柱部分呈現成分較純的固體。區域熔煉法可以適用到幾乎所有有明顯的固相和液相之間濃度差異的平衡溶質-溶劑系統。區域熔煉法現在已是重要的半導體製程之一。

## 歷史
目前已知最早的區域熔煉法用於鉍晶體的備製，英國的X射線晶體學家約翰·戴斯蒙·伯納於1920年代末接受物理學家卡皮察的委託製備高純度的鉍，以供應卡皮察研究鉍在低溫高磁場下的電阻率。區域熔煉法於1952年被貝爾實驗室的威廉·加德納·普凡重新發明，用於製備高純度晶體管材料，如高純度的鍺。1953年美國陸軍通訊兵團的科學家保羅·開克（Paul H. Keck，1908年6月28日－1963年4月8日）與馬塞爾·儒勒·埃都瓦·高萊以區域熔煉法製備出矽單晶。後來隨著矽基半導體逐漸普及，Henry Theurer、Reimer Emeis等人承續普凡的成果將區域熔煉法推廣至浮帶矽的相關研究上。

## 製程細節
區域熔煉法一般被認為有兩種功能。功能之一是1952年發展出來用於純化晶錠的精煉法（Zone Refining），今日區域熔煉一詞多泛指此功能。功能之二是1939年發明的區域勻化法（Zone Leveling）在幾乎相同的製程設備下，區域熔煉法也可以用來均勻加熱區域的成分分布。

### 晶錠精煉純化
區域熔煉法可以用來純化晶錠的原理是利用大多數雜質對主成分的偏析係數k（特定種類雜質在固相中濃度對該雜質在液相中濃度的比值）通常小於1。因此，在固相/液相介面，雜質會往液相的區域擴散。如此一來，藉由使晶柱緩慢地通過狹窄區域的高溫爐，只有在該狹窄區域的晶柱部分會熔融，雜質不斷進入熔融的液相區，隨著熔融區的移動，雜質最後會被帶走析出在晶柱的一端。製備者可以選擇熔煉結束後把尚存雜質的部分裁切掉，並把切掉的部分再重複以同樣方法熔煉純化，以追求更高的純度。
區域熔煉來作為精煉純化晶體的手段可以進行批式生產也可以進行連續生產，單視不同生產需要而定。然而如果要進行連續生產，設備上就不僅要費心思讓晶錠富含雜質的一端得以一直補充原料上去，精煉純化過的一端得以一直把產物收集下來，還要讓兩端補原料跟收產物的速率一致，這樣才算得上連續生產。
由於缺乏雜質減少了異質成核的機會，製備者可以選擇在缺乏雜質的區域加入晶種進行特定方向的晶粒成長，在該區域生長出完美的單晶。如此精煉純化與長單晶兩樣目標都可以兼顧，而且還不用像柴式拉晶法要煩惱坩鍋帶來的汙染。

### 精煉的濃度數學表示

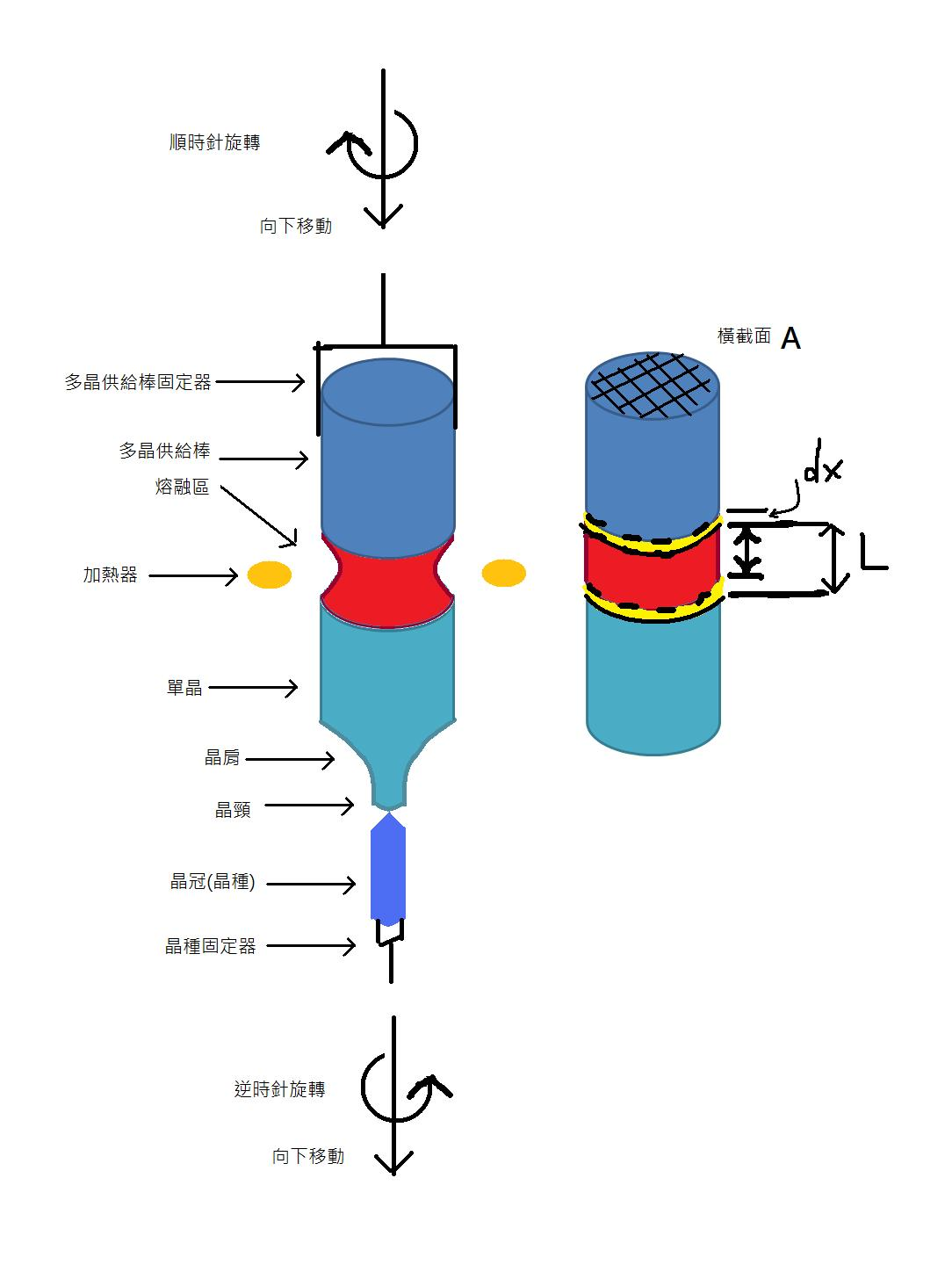
垂直區域熔煉示意圖

{\displaystyle k_{0}}: 平衡分離係數(平衡偏析係數)
{\displaystyle C_{s}}:平衡時界面附近固態的雜質濃度
{\displaystyle C_{l}}:平衡時界面附近液態的雜質濃度
{\displaystyle k_{e}}: 等效分離係數(等效偏析係數)
{\displaystyle L}: 熔區長度
{\displaystyle x}: 熔區移動的總距離
{\displaystyle C_{0}}: 晶棒的初始雜質濃度，即精煉前濃度(假設該晶棒雜質分佈非常均勻，重量濃度)
{\displaystyle A}:晶棒的橫切截面積
{\displaystyle \rho _{d}}:固態矽的密度
{\displaystyle S}: 熔化區熔融液之雜質含量
{\displaystyle S_{0}}: 熔化區剛開始在晶棒的一端形成時的熔融液中的雜質含量
{\displaystyle C_{S}}: 熔化區熔融液又凝固成固體後的雜質濃度，即精煉後濃度(也是假設該晶棒雜質分佈非常均勻，重量濃度)
先(不特別考量區域融煉的情況)考量有固相晶體與液相熔融液相接，在兩相界面達到動態平衡的狀況下，將兩相各別的雜質濃度之比值定義為平衡分離係數{\displaystyle k_{0}}。
{\displaystyle k_{0}={\frac {C_{s}}{C_{l}}}}
因長期穩定的動態平衡下，大多數種類的雜質傾向留在液相熔融液而非固相晶體，所以大多數雜質對常見半導體材料主成分(矽、鍺)的平衡分離係數值都小於1。({\displaystyle k_{0}}<1)
再考量一固相晶體自液相熔融液中成長出來的情況，對{\displaystyle k_{0}}<1的雜質而言，它們會不斷被排斥而留在液相熔融液中。假設雜質受排斥的速率，比它們因被攪動而移走或往固相擴散的速率遠高出許多，則界面附近將會產生濃度梯度。此時吾人得以定義等效分離係數{\displaystyle k_{e}}為固相雜質濃度{\displaystyle C_{S}}與液相遠離界面處雜質濃度之比值。
{\displaystyle k_{e}\equiv k_{0}\equiv {\frac {C_{s}}{C_{l}}}}
開始考慮區域熔煉的情況，當熔融區移動一小段距離{\displaystyle d_{x}}，固體熔化成液體使熔融區增加雜質數量為{\displaystyle C_{0}\rho _{d}}{\displaystyle A}{\displaystyle d_{x}}，液體凝固成固體為熔融區減少雜質數量為{\displaystyle k_{e}}({\displaystyle {\frac {Sd_{x}}{L}}})。
{\displaystyle dS=C_{0}\rho _{d}A}{\displaystyle d_{x}-{\frac {k_{e}Sd_{x}}{L}}=(C_{0}\rho _{d}}{\displaystyle A}{\displaystyle -{\frac {k_{e}S}{L}})}{\displaystyle d_{x}}
{\displaystyle \int _{0}^{x}dx=\int _{S_{0}}^{S}{\frac {dS}{{C_{0}\rho _{d}A}-{\frac {k_{e}S}{L}}}}}
又，熔化區初形成時，其內含雜質含量約略等同該區熔化前的固體雜質含量，所以{\displaystyle S_{0}=C_{0}\rho _{d}AL}，將{\displaystyle S_{0}}代入上式，整理得
{\displaystyle exp({\frac {k_{e}x}{L}})={\frac {{C_{0}\rho _{d}A}-{\frac {k_{e}S_{0}}{L}}}{{C_{0}\rho _{d}A}-{\frac {k_{e}S}{L}}}}} 或 {\displaystyle S={\frac {C_{0}\rho _{d}AL}{k_{e}}}}{\displaystyle [1-(1-k_{e})^{\frac {-k_{e}x}{L}}]}
被精煉後的雜質濃度可表示為{\displaystyle C_{S}=k_{e}({\frac {S}{\rho _{d}AL}})}，代入上式則可整理出預測精煉後濃度的公式。
{\displaystyle C_{S}=C_{0}[1-(1-k_{e})^{\frac {-k_{e}x}{L}}]}
對各種精煉方法，理論上{\displaystyle {\frac {C_{S}}{C_{0}}}}值越小者，是越有效率的精煉方法。對多數{\displaystyle k_{e}}<1的材料進行單一一次精煉，柴式拉晶法的{\displaystyle {\frac {C_{S}}{C_{0}}}}值都要比區域精煉法的{\displaystyle {\frac {C_{S}}{C_{0}}}}值要來得小。意味著要減少晶體材料一樣的雜質濃度，柴式拉晶法所需進行精煉的次數越少。然而，君不見今產業界以柴式拉晶法大規模純化高純度半導體原料，反而是多以區域精煉法進行。此乃因區域精煉法要重複多次進行，較為容易。

### 加熱器
區域熔煉法所使用的加熱器都有一些共通的特色，它們都可以形成短小的熔融區，並緩慢且一致地游移於晶錠兩端間。感应线圈、環繞電熱器、電子束加熱、瓦斯火焰等都是常見的加熱器。對晶錠加一外加磁場並對晶錠通一電流也是一種可行方式，通常會細微地控制加熱器產生的磁動勢減少熔融液體的流動。光學加熱器利用高功率的鹵素燈或氙燈當作熱能來源，通常只用於研究用途，尤其是製造絕緣體的時候。光學加熱器並不適合用於產業用途，因為相對於其他種類的加熱器，光學加熱器的功率還是太低了，進而限制光學加熱器能處理的晶錠大小。
對於某些高電阻率的半導體材料而言，用傳統感應加熱線圈直接加熱可能效果不彰。此時可以改採間接加熱法進行改善，先以感應加熱的方式加熱一鎢環，鎢環達到高溫後會再放出輻射熱，再用這些輻射熱產生熔化區。

### 爐壓
區域熔煉為防止汙染通常會在氣密爐中進行。經驗顯示，以氣密爐進行區域精煉時需注意爐內氣體壓力，因為爐壓控制是否得宜會間接影響到精煉後晶錠上差排的有無多寡。目前的理論普遍認為，爐壓若是過低，則熔融區中的熔融物會蒸發，附著澱積在氣密爐爐壁上，然後再剝落掉進熔融區，進而導致差排產生。

### 區域勻化
區域勻化的目的在於使材料固溶體的溶質分布更均勻。單晶可以因為區域勻化而使內部的摻質平均散佈，彌補早期布里奇曼-史托巴格法"長單晶"跟"溶質均勻分布"魚與熊掌難以兼得的缺點。例如，早期製備電晶體或二極體半導體時，會先找來一塊純化過的鍺晶錠。然後取小量的銻置於熔融加熱區域，使其通透擴散至原本只含純鍺的區域。只要能夠妥善地控制加熱速率及其他操作變因，銻摻質就可以均勻地散布在鍺晶錠中，做到參雜的效果。類似的技巧今日依然被運用在置備資通訊產品所用電晶體的過程中，只是矽晶取代了過去鍺晶的地位成為主流，而製程亦有小幅的更動。